# Alfredo dos Santos
Alfredo dos Santos, beter bekend als Alfredo II, (Rio de Janeiro, 1 januari 1920 – aldaar, 23 oktober 1997) was een Braziliaanse voetballer. Hij speelde nagenoeg zijn gehele carrière voor Vasco da Gama.

## Biografie
Alfredo speede van 1937 tot 1948 bij Vasco da Gama en kreeg hier de bijnaam Alfredo Segundo (Alfredo II). In 1949 ging hij een jaar naar rivaal Flamengo maar keerde dan terug naar Vasco waarmee hij in totaal vijf keer de staatstitel won en in 1948 het Campeonato Sudamericano de Campeones.
Tussen 1945 en 1950 speelde hij ook voor het nationale elftal. Hij zat in de selectie voor het WK in eigen land. In de wedstrijd tegen Zwitserland opende hij de score na drie minuten, de wedstrijd eindigde op 2-2.